# Bootleg

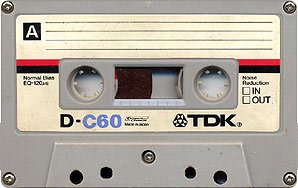
Le musicassette hanno notevolmente aumentato la distribuzione di bootleg

Il bootleg indica una registrazione audio o video, generalmente di uno spettacolo, realizzata in forma amatoriale o professionale e distribuita in forma non ufficiale tra i fan, di norma gratuitamente e quasi sempre senza l'avallo ufficiale del detentore dei diritti. Le normative che permettono l'uso per fini didattici e senza scopo di lucro ne vietano però anche la vendita e la commercializzazione, che, senza l'approvazione del detentore dei diritti d'autore, costituisce pertanto una violazione del copyright.

## Origine del termine
In inglese la parola bootleg indica la gamba di uno stivale e, dall'abitudine di nascondervi piccoli oggetti per sottrarli da potenziali ispezioni, la parola è diventata poi un verbo e un aggettivo usati per indicare rispettivamente l'azione del contrabbandare e l'oggetto contrabbandato (o, più raramente, rubato). Il termine ha avuto il primo uso ampio durante il proibizionismo statunitense dell'inizio del XX secolo e faceva riferimento alla distribuzione clandestina di alcool.
Il termine è talvolta utilizzato per traslato e non sempre propriamente anche in molti altri settori, dai videogiochi alle pubblicazioni cartacee, passando per le registrazioni di film effettuate durante le proiezioni nei cinema.

## Utilizzo

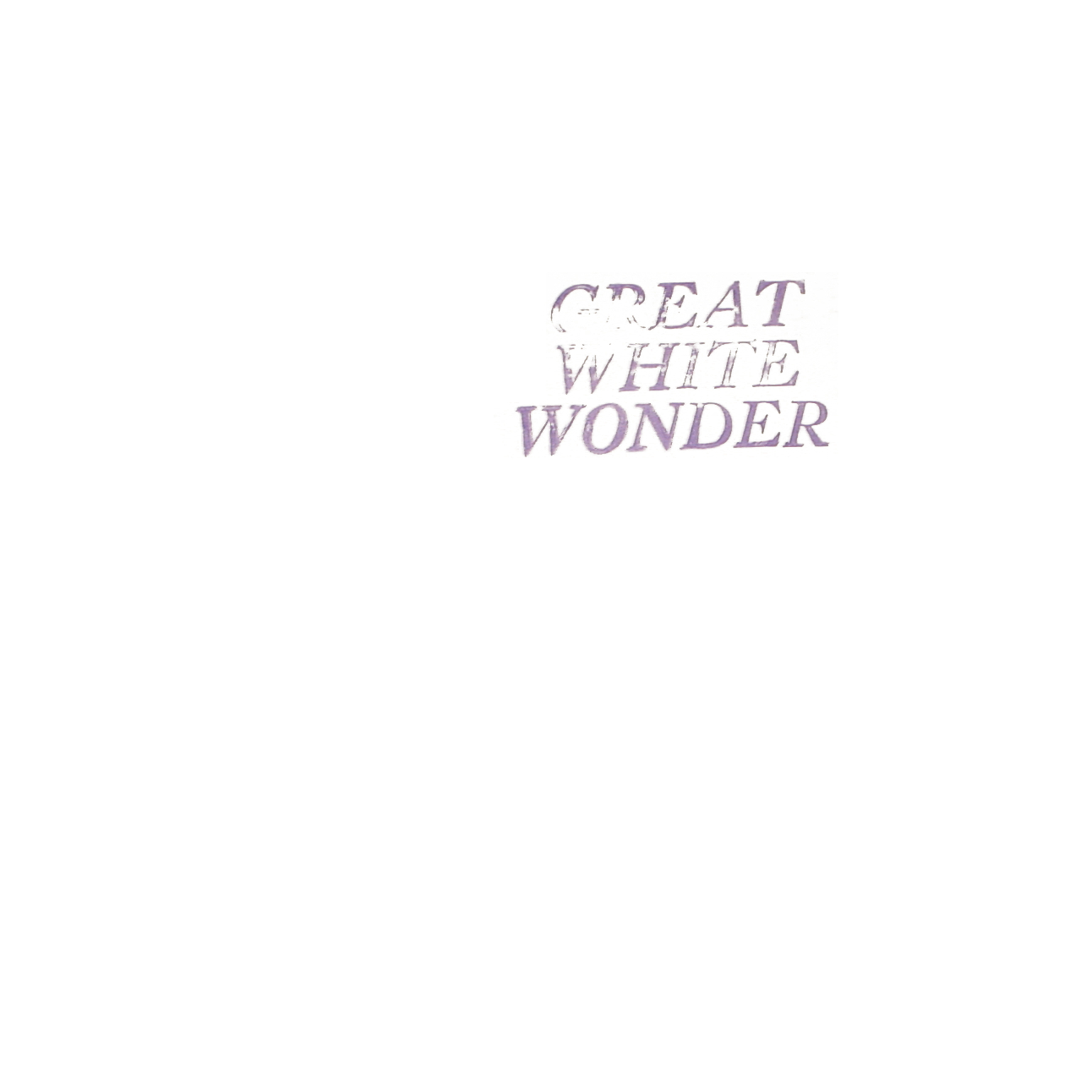
Copertina di Great White Wonder, il primo bootleg della storia del rock, pubblicato in formato LP nel luglio 1969 e contenente registrazioni non ufficiali di Bob Dylan

Il termine è entrato nella lingua italiana mutuato dall'inglese, e indica un album discografico prodotto, distribuito o commercializzato, non necessariamente a fini di lucro, senza l'autorizzazione del detentore dei diritti. Spesso tali dischi sono registrazioni eseguite senza il permesso dell'autore ai concerti, usando microfoni amatoriali o attraverso l'ingresso diretto del mixer. Può capitare di ascoltare un bootleg inficiato dal frastuono del pubblico, ma anche registrazioni di alta qualità, per esempio con il supporto di qualche tecnico che registri il concerto direttamente dal mixer. In altri casi (ad es. colonne sonore) vengono distribuite edizioni bootleg semplicemente perché il prodotto originale non è mai stato ufficialmente commercializzato.
In genere i negozi di dischi, specialmente le grandi catene commerciali, non vendono bootleg sia per motivi legali, sia perché questo genere di dischi non è supportato da una distribuzione vera e propria; pertanto preferiscono affidarsi alla vendita di prodotti distribuiti ufficialmente. Tuttavia alcuni negozi con un pubblico ristretto rispetto alle grandi catene, talvolta affiancano ai dischi ufficiali anche dei bootleg. Grazie ai bootleg, certi esercizi minori possono contare su un pubblico che, anche quando un gruppo o artista non pubblica nuovo materiale, periodicamente controlla le uscite non ufficiali.
Il pubblico che acquista o ricerca i bootleg lo fa sovente per motivi di collezionismo oppure perché non ritiene soddisfacenti le registrazioni dal vivo ufficiali, che, in seguito alla post-produzione ed alcuni ritocchi per correggerne gli errori, possono risultare più artificiose di una registrazione amatoriale. Oppure semplicemente trova che il concerto registrato per ottenere il live ufficiale di un artista non sia soddisfacente e vorrebbe ascoltare un'altra registrazione relativa a quella tournée. Altre volte la ricerca di un bootleg è motivata dall'essere stato presente a quel determinato concerto, oppure per la ricerca di una certa versione di un brano o di una reinterpretazione che non è mai stata pubblicata; possono diventare oggetti di culto registrazioni che contengono errori.
Alcuni artisti hanno cercato di sfruttare questo fenomeno, mettendo essi stessi in vendita le registrazioni dei loro live, continuando però a utilizzare il termine bootleg per distinguerli dai live "ufficiali", venduti e distribuiti con modalità tradizionali. Tali bootleg sono venduti sovente su ordinazione, oppure la loro distribuzione è limitata alle zone vicine al luogo in cui si è tenuto tale concerto. Sono storicamente famose alcune case discografiche specializzate nell'edizione di bootleg in vinile di alta qualità sonora e curati nella fattura come le lussemburghesi Flashback e The Swingin' Pig Records, le cui pubblicazioni sono spesso in vinile colorato.

## Nel mondo

### Italia
L'Italia vide prosperare l'edizione di numerosi bootleg in vinile e CD di ottima qualità (spesso picture disc), a volte anche remixaggi di live ufficiali, grazie a un'interpretazione della legge sul diritto d'autore che permetteva in qualche modo la legalità dell'opera e l'apposizione del bollino SIAE aprendo un conto bancario in favore della band e depositandovi una parte dei proventi per copia.